# Landisch
Die Landisch (russisch Ландыш ‚Maiglöckchen‘, in Japan Suzuran genannt) ist eine russische antriebslose schwimmende Plattform zur Behandlung flüssigen radioaktiven Abfalls, insbesondere von leicht radioaktivem Kühlwasser atomgetriebener U-Boote.
Nachdem 1993 mehrmals Probleme mit unbehandelten radioaktiven Abfällen in der japanischen See bekannt geworden waren, wurde das Schiff  1997 auf Kiel gelegt, 1998 fertiggestellt und 2000 in Dienst gestellt. 2001 wurde nach eingehenden Tests mit der Verarbeitung von radioaktiven Abfällen begonnen. Die Landisch kann etwa 7.000 m3/Jahr Flüssigabfälle verarbeiten. Sie ist in der Region Wladiwostok im Hafen von Bolschoi Kamen beheimatet.
Das Spezialschiff wurde 2011 von der japanischen Regierung in Zusammenhang mit den Nuklearunfällen von Fukushima-Daiichi angefragt.